# Parapsilogastrus fausta
Parapsilogastrus fausta är en stekelart som först beskrevs av Walker 1839.  Parapsilogastrus fausta ingår i släktet Parapsilogastrus och familjen Eucharitidae. Inga underarter finns listade i Catalogue of Life.